# Fritz Kistner
Fritz Karl Emil Kistner (* 14. Mai 1894 in Offenburg, Baden; † 19. Mai 1945 im Reservelazarett Klingenthal) war ein deutscher Generalmajor der Wehrmacht im Zweiten Weltkrieg.

## Leben

### Herkunft
Fritz Kistner war Sohn des Offenburger Brauereidirektors Wilhelm Kistner (1850–1918) und dessen Ehefrau Ida, geborene Litsch (1869–1937). Von 1900 bis 1904 besuchte er die Elementarschule in Offenburg, anschließend bis zur Erlangung des Reifezeugnis im Jahr 1913 das Großherzogliches Gymnasium in Offenburg.

### Militärkarriere
Kistner trat am 8. Juli 1913 als Fahnenjunker in das Badische Fußartillerie-Regiment Nr. 14 ein, wo er am 28. November 1913 zum Unteroffizier befördert wurde. Am 25. März 1914 wurde er als Fähnrich mit Patent vom 22. März 1914 zur Kriegsschule Metz kommandiert. Nach Beginn des Ersten Weltkriegs wurde Kistener nach Beendigung seiner Studien Anfang August 1914 zur 7. Batterie des Badischen Fußartillerie-Regiment Nr. 14 versetzt und nahm sodann mit seiner Einheit an den Kämpfen an der Westfront teil, unter anderem an den Gefechten bei Sennheim-Mülhausen und der Schlacht in Lothringen. Dort wurde er mit Patent vom 19. Dezember 1912 am 11. August 1914 zum Leutnant befördert und erhielt am 19. Oktober 1914 das Eiserne Kreuz II. Klasse. Am 23. Dezember 1914 wurde er während der Flandernschlachten schwer verwundet und kehrt erst Anfang Juni 1915 wieder zur Truppe zurück. Während seiner Rekonvaleszenz wurde er am 22. März 1915 mit den Schwertern zum Ritterkreuz II. Klasse des Ordens vom Zähringer Löwen ausgezeichnet. Nach erneutem Fronteinsatz wurde er im September 1915 abermals verwundet und nachfolgend zur Fußartillerie-Batterie 560 versetzt.
Nach seiner Rückversetzung zum Badischen Fußartillerie-Regiment Nr. 14 im September 1916 wurde er zu einem Batterie-Führerkurs kommandiert und anschließend zum Führer der 5. Batterie ernannt, mit welcher er an der Schlacht an der Somme und den nachfolgenden Stellungskämpfen teilnahm. Dort erhielt er am 11. Februar 1917 das Eiserne Kreuz I. Klasse. Am 15. Oktober 1917 wurde er Adjutant bei der Heeresschule Bitsch. Am 20. März 1918 wurde er als Batterieführer zum Fußartillerie-Regiment Nr. 21 versetzt und dort am 28. März 1918 zum Oberleutnant mit Patent vom 18. März 1918 befördert. Als Batterieführer war er sodann an der Deutschen Frühjahrsoffensive 1918 an der Westfront eingesetzt. Im Mai 1918 erhielt er nach abermaliger Verwundung das Verwundetenabzeichen in Mattweiß, verblieb aber bei der Truppe und wurde weiter an der Westfront eingesetzt. Nach Kriegsende wurde Kistner mit Räumung des besetzten Gebietes und Rückmarsch in die Heimat am 18. November 1918 zum Fußartillerie-Regiment Nr. 14 versetzt. In der Zwischenkriegszeit diente er zunächst in verschiedenen Artillerieformationen der Reichswehr. Im Jahr 1921 legte er erfolgreich die Wehrkreisprüfung ab. Mit diesem obligatorischen Test wurde routinemäßig die Eignung zum Generalstabsoffizier überprüft. Im Oktober 1925 wurde er zur Artillerieschule kommandiert und dort mit Wirkung vom 1. April 1926 zum Hauptmann befördert.
Nach der Machtergreifung der Nationalsozialisten wurde Kistner am 1. April 1934 zum Stab des Artillerieführer V versetzt und in dieser Dienststellung am 1. Juli 1934 zum Major befördert. Ab dem 1. Oktober 1934 kam Kistner zur IV. Abteilung des Artillerie-Regiments Ulm und wurde am 15. Oktober 1935 zum Kommandeur der I. Abteilung des Artillerie-Regiment 41 ernannt. Seit dem 6. Oktober 1936 fungierte er als Kommandeur der II. Abteilung des Artillerie-Lehr-Regiments in Jüterbog und wurde am 1. Januar 1937 zum Oberstleutnant befördert. Im Juli 1939 wurde er zum Kommandeur des Artillerie-Regiments 96 ernannt, welches der 44. Infanterie-Division unterstellt war. Mit seinem Regiment nahm er sodann am Überfall auf Polen teil und wurde für diesen Einsatz mit den Spangen zum Eisernen Kreuz I. und II. Klasse ausgezeichnet. Anschließend wurde er mit Wirkung vom 1. November 1939 zum Oberst befördert und nahm ab Mai 1940 mit seinem Regiment am Westfeldzug teil.
Mit Wirkung vom 1. Oktober 1940 wurde Kistner mit der Aufstellung des Artillerie-Regiment 137 auf dem Truppenübungsplatz Döllersheim betraut. Nach der Aufstellung wurde das Regiment der 137. Infanterie-Division unterstellt und nahm ab dem 22. Juni 1941 am Unternehmen Barbarossa teil mit Beteiligung an den Kämpfen im Mittelabschnitt bei Białystok, Minsk, Smolensk, Roslawl, Wjasma und beim Angriff auf Moskau im Unternehmen Taifun im Winter 1941/1942. Aufgrund einer am 2. September 1941 zugezogenen Verwundung wurde ihm am 9. September 1941 das Verwundetenabzeichen in Gold verliehen.
Mit Wirkung vom 18. Januar 1942 wurde Oberst Kistner zum Artillerie-Kommandeur 147 (Arko 147) ernannt. In dieser Dienststellung wurde ihm am 27. Februar 1942 das Deutsche Kreuz in Gold verliehen. Mit Wirkung vom 1. April 1943 erfolgte seine Beförderung zum Generalmajor und Ernennung zum Artillerie-Kommandeur 404 (Arko 404) beim IV. Armeekorps. Infolge wiederholter Trunkenheit im Dienst wurde Generalmajor Kistner vom Oberbefehlshaber der Heeresgruppe Süd Generalfeldmarschall Erich von Manstein von seinem Kommando entbunden und mit Wirkung vom 10. Januar 1944 in die Führerreserve des Oberkommando des Heeres (OKH) im Wehrkreis XVII versetzt. Nach einem Sanatoriumsaufenthalt in Baden-Baden zur Behandlung seines Alkoholproblems wurde Kistner mit Verfügung vom 20. März 1944 zum Kommandanten des Verteidigungsbereichs Rotterdam ernannt und war in dieser Funktion unter anderem auch an der „Aktion Rosenstock“ im Rahmen der Razzia von Rotterdam am 10. und 11. November 1944 beteiligt.
Mit Wirkung vom 27. März 1945 wurde Generalmajor Kistner als Kommandeur des Verteidigungsbereichs Rotterdam abberufen und erneut in die Führerreserve des OKH im Wehrkreis XVII versetzt. Gegen Kriegsende wurde er mit Fernschreiben vom 29. April noch zum Armeeoberkommando 7 zur Verfügung des Oberbefehlshabers General der Infanterie Hans von Obstfelder kommandiert. Die 7. Armee stand zu diesem Zeitpunkt im Raum Leipzig – Hof. Im Mai 1945 wurde Kistner schwer verwundet und verstarb am 19. Mai 1945 im Reservelazarett in Klingenthal. Er fand auf dem Friedhof in Klingenthal seine letzte Ruhestätte.

### Privatleben
Kistner war ab dem 16. September 1933 mit Ruthild Köstlin (* 1911) verheiratet. Die Ehe blieb kinderlos.

## Archivische Überlieferungen
Die militärische Personalakte von Fritz Kistner ist im Bundesarchiv-Militärarchiv Freiburg unter PERS 6/1462 archiviert. Unter Bestand PERS 6/299991 ist des Weiteren eine Karteikarte der sogenannten Generalkartei archiviert und digital abrufbar.